# Wojciech Widłak
Wojciech Widłak (ur. 21 listopada 1957 w Krakowie) – polski pisarz tworzący książki dla dzieci, znany szczególnie dzięki serii o Panu Kuleczce (we współpracy z ilustratorką Elżbietą Wasiuczyńską), publikowanej przez wydawnictwo Media Rodzina.

## Życiorys
Z wykształcenia specjalista ds. stosunków międzynarodowych, absolwent MGIMO, reaktor podziemnego pisma KARTA Ośrodek Karta, wieloletni redaktor miesięcznika „Dziecko", w którym zadebiutował jako autor opowiadań dla dzieci w 1998.
Ma w dorobku ponad czterdzieści książek. Za swoją twórczość otrzymał m.in. wyróżnienie w Poznańskim Przeglądzie Nowości Wydawniczych Książka Jesieni 2002, nominację do Nagrody Literackiej im. Kornela Makuszyńskiego, nominację do nagrody Polskiej Sekcji IBBY Książka Roku 2004, nominację w konkursie PTWK Najpiękniejsze Książki Roku 2004, nominację do nagrody BESTSELLERek 2004, nominację do nagrody Polskiej Sekcji IBBY Książka Roku 2005, Nagrodę Literacką Srebrny Kałamarz im. Hermenegildy Kociubińskiej 2008, nominację do nagrody BESTSELLERek 2008, nagrodę Best European Schoolbook Award 2009, nominację do nagrody literackiej Zielona Gąska 2009, nominację w plebiscycie TVP Kultura „Gwarancje Kultury” 2010, główne nagrody w konkursie "Świat Przyjazny Dziecku" Komitetu Ochrony Praw Dziecka 2010 i 2011, Pióro Fredry 2011, nagrodę Dużego Donga 2011, nominację do Nagrody Literackiej m.st. Warszawy 2012, nagrodę Guliwer w krainie Liliputów 2013, wyróżnienie w konkursie PTWK Najpiękniejsze Książki Roku 2014, nagrodę PEGAZIKA 2016 w kategorii „Twórca książki dla dzieci i młodzieży”. Nominowany do Astrid Lindgren Memorial Award 2023
Na podstawie jego opowiadań powstał m.in. spektakl "Pan Kuleczka" w eksperymentalnym teatrze dla dzieci "Szklana Kula, Zielone Słońce" (założonym przez Magdalenę Korczyńską), a także w Teatrze Animacji w Poznaniu.
Ambasador honorowy akcji Dzień Darczyńcy Pamięci.

## Książki
- Pan Kuleczka
- Pan Kuleczka. Skrzydła
- Pan Kuleczka. Spotkanie
- Pan Kuleczka. Światło
- Pan Kuleczka. Dom
- Pan Kuleczka. Radość
- Pan Kuleczka. Marzenia
- Pan Kuleczka. Skarby
- Opowieści do poduszki
- Wesoły Ryjek
- Wesoły Ryjek powraca
- Wesoły Ryjek i wynalazki
- Wesoły Ryjek i zima
- Wesoły Ryjek i lato
- Był sobie człowiek. Podręcznik do historii i społeczeństwa dla kl.IV-VI (z Aleksandrem Pawlickim)
- Sekretne życie Krasnali w Wielkich Kapeluszach (z Pawłem Pawlakiem)
- Podręczny nieporadnik. Młotek (z Pawłem Pawlakiem)
- Podręczny nieporadnik. Grzebień (z Pawłem Pawlakiem)
- Podręczny nieporadnik. Rękawiczka (z Pawłem Pawlakiem)
- NIEkalendarz (z Pawłem Pawlakiem)
- Samotny Jędruś
- Dwa serca anioła
- Sekret ponurego zamku
- Marta i ufoludek
- Marta i zagadkowy pojazd
- Syrop maga Abrakabry
- O smoku spod Wawelu
- Komendant wolnej Polski
- Król Gromoryk i zagadkowy smok
- Król Gromoryk i niesforne jajko na miękko
- Król Gromoryk i niezwykła zbroja
- Król Gromoryk i niewidzialna kukułka
- Piąte przez dziewiąte (z Roksaną Jędrzejewską-Wróbel)
- Entliczek-pentliczek. Książka pięciolatka (współautor)
- Czarodziejskie słowa (współautor)
- Nowe przygody Bolka i Lolka (współautor)
- Opowieści biblijne (współautor)
- Świerszczyk. Wielka księga (współautor)
- Zabawa z czytaniem cz. 3 (współautor)
- Zabawa z czytaniem cz. 4 (współautor)
- Zabawa z czytaniem cz. 5 (współautor)

## Audiobooki
- Pan Kuleczka cz. 1 (2007) opowiadania z tomów Pan Kuleczka i Pan Kuleczka. Skrzydła czyta Krzysztof Globisz
- Pan Kuleczka cz. 2 (2008) opowiadania z tomów Pan Kuleczka. Spotkanie i Pan Kuleczka. Światło czyta Krzysztof Globisz
- Sekretne życie Krasnali w Wielkich Kapeluszach (2009) czyta Jan Peszek, grają Małe Instrumenty
- Pan Kuleczka cz. 3 (2013) opowiadania z tomów Pan Kuleczka. Dom i Pan Kuleczka. Radość czyta Krzysztof Globisz
- Wesoły Ryjek (2013) opowiadania z tomów Wesoły Ryjek i Wesoły Ryjek powraca czyta Anna Seniuk
- Pan Kuleczka cz. 1 i 2 (brak daty wydania, dodatek do czasopisma Dziecko) czyta Wojciech Billip